# 積極的分離理論
積極的分離理論（Theory of Positive Disintegration, TPD）精神医学者カジミュシュ・ドンブロフスキ提唱の人格発達（人格心理学）理論。
知能が非常に高い人々が経験する複数の実存的危機によって、個人の精神的発達に大きく影響を与える心理現象のこと。
ドンブロフスキは、ギフテッドと呼ばれる平均よりも顕著に知性の高い子どもたちや十代の若者たち、そして大人たちの頭脳が時折ある種の最適化プロセス状態に陥ることを発見した。彼らの頭脳は、抱いているとてつもなく深い疑問に対する回答や説明を見つけ出し、 自らの人生に意義を与えることに成功した後に、それまでとは異なる形で自己を統合するために一度頭脳がバラバラに崩れ去る現象が起きる。これまでに培った信条や思考パターン、感情、価値観といったものの正当性が全て失われる。そして、そういった要素が壊れると、再び別の形で自己がまとめ直される。そのプロセスはまるでコンピューターのOSをアップデートするような具合であり、脳も更新され、新たなスキルと能力、そしてより高いレベルでの自己を獲得する。 積極的分離における精神的発達は具体的に五つの移行プロセスが定義されており、これらの過程は高い知能を持つ人々がよく通る特有のステージである。
積極的分離とはまず対象から主体的に分離し、物理的、あるいは精神的な距離を置く事で、より広い視野を俯瞰し、強い知覚に基づく深い理解を形成し、より高いレベルの認識を求め続けることである。
一度壊した自己を改めてまとめ直すと、それまでより改善されたバージョンに生まれ変わる。ドンブロフスキはこのプロセスが人間の発達において前進に繋がるものだと考えた。
高知能の人達の精神的発達は、一連の明確な移行プロセスを伴う。移行期を経て進化し、認知面でも情緒面でもより有能になっていく。しかし、そのためには各プロセスが何らかの危機を乗り越えた結果の前進であることに基づく。そうであるから、積極的分離は激しい否定的感情を含む、またはかなりの苦痛を生み出す非常に抑圧的で情緒がかき乱される経験を乗り越えたギフテッドの子どもあるいは大人の身に起こることであり、自発的に起こるものではない。また分離の過程で起こる自己の葛藤は常に深い感情作用と連動しており、多数の人々が危機を前に行き詰まり、常に緊張、不安、鬱症状、精神的苦痛が伴う。

## 心理状態と特徴
一般社会においてでさえ、積極的分離と再融合を繰り返すギフテッドは自己や世界の概念が徐々に変化しながらも、少しずつ社会の矛盾を解きほぐし、問題を認識し、最終的に独創的なビジョンを経て、その解決や克服、実現を目指す。 しかし、その過程で付き纏う緊張、不安、気分的うつ、恥、罪悪感を克服し、そこから成長を遂げるためには何らかの治療やサポートを必要とする場合が多い。ギフテッドはこの危機が起こっている期間は職場あるいは学校で生産的な働きができなくなり、対人関係においても問題が生じる。
ドンブロフスキは積極的分離に伴う気分的うつや精神的苦痛は個人がより高いレベルへ成長するために必要不可欠であり、その深い感情作用をもたらすものはOEであると結論づけている。  現状に対する不適応、世界や人々に対し強い不満を抱く事を糧に積極的分離を起こすことは、ギフテッドが並みの人には到底届かないであろう自己を獲得するために必要な経験でもある。
またこの現象はかなり希望に満ちた、時には非現実的にも思える世界観を内包しているということである。このドンブロフスキが説明しているような進歩を実現できない人は多くいる。

## 段階理論

### 第一段階• Level I
第1要素（遺伝、直感）、及び第2要素（社会、環境）によって起こる最初の統合。平均的な人格はこの段階で統合。最初の発達段階は幼年期に起こる。 「探求したい」「発見したい」「操作したい」「学びたい」といった願望が人格をより早く成熟させる。そして「なぜ人々はこのように振る舞うのか」「未来にはどんなことが待ち受けているのか」といったことに思いを巡らせ、また自分がいずれ死すべき運命にあることについてより強い実感を得る。この時ギフテッドの子どもたちは初めての危機を経験する。平均的な人格で離脱が起こる例としては、思春期に短期間離脱した後に、包括的な精神構造の変革が起こらずに、以前の人格に戻る。

### 第二段階•Level II
水平的葛藤。過渡段階。最初に自発的、単純な危機が起こると、同じレベルで反対の思考・両面価値、両面感情が発生。この段階では、ギフテッドの子供、あるいは青少年は仲間から受け入れられたいというニーズを抱く。しかし仲間との結びつきを得ることができず、最初の深刻な実存的危機が引き起こされる。

### 第三段階•Level III
垂直的葛藤が水平的葛藤に置き換わる。同一の事象を異なった視点で捕える（ vertical dimension multilevelness）。人格成長、自治に必要な段階。積極的分離は、突然ありのままの自分自身やそれまでに自分が成し遂げてきた物事に対して満足できないと感じた時にも起こる。 青少年時代にこの段階に到達し、自身の目標を再考したり、計画やアイディアの一部を放棄するようになる。自己との間に矛盾を感じるが、新たな解決策を見つけることでそれを克服する。

### 第四段階•Level IV
意識的な多段階・垂直的視点の獲得。ギフテッドの個人的発達の第四段階は、それまで自分が多くの時間を自分自身のことや自らのニーズにばかり費やしてきたことに気付いた時に起こる。他人に心を開き、もっと利他的になって社会全体の利益のために生きるべき時なのだろうと考え始める。この段階において、より高尚な、そしてより普遍的な価値観を取り入れていく。

### 第五段階•Level V
個人的内省に基づく統合、創造、達成により、意識的、個人的価値観によって選択される統合。時に芸術表現として顕れる。責任感、親切心、利他主義を持ち、その視線をより抽象的で高レベルな原理へと定着させる。他者を助けるために動き、労力や努力をそのために捧げる人もいる。自らの足跡をこの世に刻み込みたいと思うようになり、進歩を促進することに集中し始める。